# Pont-Saint-Mard
Pont-Saint-Mard és un municipi francès situat al departament de l'Aisne i a la regió dels Alts de França. L'any 2007 tenia 177 habitants.

## Demografia

### Població
El 2007 la població de fet de Pont-Saint-Mard era de 177 persones. Hi havia 68 famílies de les quals 16 eren unipersonals (12 homes vivint sols i 4 dones vivint soles), 24 parelles sense fills, 24 parelles amb fills i 4 famílies monoparentals amb fills.
La població ha evolucionat segons el següent gràfic:
Habitants censats

### Habitatges
El 2007 hi havia 88 habitatges, 70 eren l'habitatge principal de la família, 12 eren segones residències i 6 estaven desocupats. Tots els 87 habitatges eren cases. Dels 70 habitatges principals, 56 estaven ocupats pels seus propietaris, 13 estaven llogats i ocupats pels llogaters i 1 estava cedit a títol gratuït; 6 tenien dues cambres, 6 en tenien tres, 13 en tenien quatre i 46 en tenien cinc o més. 52 habitatges disposaven pel capbaix d'una plaça de pàrquing. A 29 habitatges hi havia un automòbil i a 35 n'hi havia dos o més.

### Piràmide de població
La piràmide de població per edats i sexe el 2009 era:
| Homes | Edats   | Dones |
| ----- | ------- | ----- |
| 0     | 95 o +  | 0     |
| 0     | 90 a 94 | 0     |
| 0     | 85 a 89 | 0     |
| 0     | 80 a 84 | 0     |
| 0     | 75 a 79 | 4     |
| 0     | 70 a 74 | 4     |
| 8     | 65 a 69 | 8     |
| 4     | 60 a 64 | 8     |
| 0     | 55 a 59 | 4     |
| 0     | 50 a 54 | 0     |
| 32    | 45 a 49 | 4     |
| 4     | 40 a 44 | 16    |
| 0     | 35 a 39 | 4     |
| 0     | 30 a 34 | 4     |
| 4     | 25 a 29 | 4     |
| 8     | 20 a 24 | 4     |
| 8     | 15 a 19 | 4     |
| 28    | 10 a 14 | 8     |
| 0     | 5 a 9   | 0     |
| 4     | 0 a 4   | 0     |

## Economia
El 2007 la població en edat de treballar era de 111 persones, 76 eren actives i 35 eren inactives. De les 76 persones actives 67 estaven ocupades (39 homes i 28 dones) i 9 estaven aturades (3 homes i 6 dones). De les 35 persones inactives 7 estaven jubilades, 12 estaven estudiant i 16 estaven classificades com a «altres inactius».

### Ingressos
El 2009 a Pont-Saint-Mard hi havia 73 unitats fiscals que integraven 191 persones, la mediana anual d'ingressos fiscals per persona era de 15.665 €.

### Activitats econòmiques
Dels 4 establiments que hi havia el 2007, 2 eren d'empreses de construcció, 1 d'una empresa de transport i 1 d'una empresa classificada com a «altres activitats de serveis».
Dels 2 establiments de servei als particulars que hi havia el 2009, 1 era un paleta i 1 guixaire pintor.

## Poblacions més properes
El següent diagrama mostra les poblacions més properes.